# Рей Уайз
Реймънд Хърбърт „Рей“ Уайз (на английски: Raymond Herbert „Ray“ Wise) (роден на 20 август 1947 г.) е американски актьор, носител на награда „Еми“ и номиниран за награда „Сатурн“. Известен е с ролите си на Леон Наш в научнофантастичната класика „Робокоп“ и Лиланд Палмър в култовия сериал „Туин Пийкс“.